# AfterEllen
AfterEllen (également connu sous le nom d'AfterEllen.com) est un site web culturel américain fondé en 2002, axé sur le divertissement, les interviews et les critiques et orienté vers la communauté des femmes lesbiennes et bisexuelles. Le site traite de la culture populaire, du style de vie et de la politique d'un point de vue féministe. AfterEllen n'a pas de rapport avec Ellen DeGeneres, bien que le nom du site fasse référence à son coming out.
AfterEllen a commencé par traiter des sujets de la culture populaire, tels que les célébrités, la mode, le cinéma, la télévision, la musique et les livres. Le site publie ensuite des articles, des interviews, des essais, des critiques, des résumés d'émissions de télévision avec des personnages lesbiens et bisexuels, du contenu sous-textuel, et des concours de popularité. Les vlogs hebdomadaires font partie des contenus les plus consultés, notamment Brunch with Bridget, Lesbian love et Is this awesome ?. Le site présente également des Web-séries populaires telles que le Streamy Award et les Webby Awards. 
AfterEllen publie des actualités politiques affectant les lesbiennes, les femmes bisexuelles et la communauté LGBT en général. Le podcast Let's Process se déroule de 2014 à 2016, puis à partir de 2020 sous le nom de AfterEllen Podcast.
La propriété du site Web change en 2006 (Logo), 2014 (Evolve Media) et 2019 (Lesbian Nation),,.

## Histoire

### 2002–2005
AfterEllen est fondée le 15 avril 2002 par Sarah Warn et Lori Grant, par leur société commune Erosion Media,,. Un site parallèle pour les hommes homosexuels et bisexuels est créé en janvier 2005, AfterElton.com. Le nom est un hommage à Elton John. Le site est renommé  TheBacklot.com en avril 2013 et est arrêté en juin 2015.

### 2006–2015
En 2006, AfterEllen et AfterElton sont rachetés par la chaîne de télévision Logo TV,. En 2007, en réponse au concours organisé par le magazine Maximal pour les hommes hétérosexuels, le sondage annuel AfterEllen Hot 100 des femmes dans le cinéma, la télévision, la musique, sport et la mode est créé,,.
En mars 2008, AfterEllen est nommé parmi les 50 blogs les plus puissants au monde par le journal britannique The Guardian pour « son regard irrévérencieux sur la façon dont la communauté lesbienne est représentée dans les médias ». Alors considéré comme le meilleur site Web pour les femmes lesbiennes, il compte cette même année en moyenne plus de 700 000 lecteurs par mois.
En octobre 2009, Sarah Warn annonce que le rédacteur en chef adjoint, Karman Kregloe, sera promu au poste de rédacteur en chef. En juin 2011, le site est classé au deuxième rang des sites LGBT les plus populaires avec 203 924 visiteurs mensuels, après The Advocate.
En octobre 2014, Evolve Media rachète AfterEllen à Viacom Media Networks, la société mère de Logo TV, et l'intègre à sa filiale TotallyHer Media,,,. Kregloe annonce que Trish Bendix assumera le rôle de rédactrice en chef,. En novembre 2014, TotallyHer Media annonce le lancement de The Lphabet, une série humoristique en ligne qui « démystifie les termes de la communauté lesbienne et bi »,. D'après Karman Kregloe, AfterEllen compte en moyenne 1,25 million de lecteurs par mois en 2005.

### À partir de 2016
En septembre 2016, Trish Bendix annonce son départ du site sur son blog personnel Tumblr et déclare qu'AfterEllen ferme ses portes, seules ses archives sont conservées. TotallyHer Media nie l'allégation de Bendix, et la qualifie de rumeur,. Le 20 septembre 2016, Evolve Media licencie Bendix avant son départ prévu,. Bendix déclare à The Advocate : « Je partage le sentiment de la communauté dans son ensemble selon lequel contribuer à un site géré par un homme cisgenre et hétérosexuel n'est pas ce que nous recherchons ». Emrah Kovacoglu, directeur général de TotallyHer Media, explique alors que « l'audience ne suffit pas pour continuer à investir comme avant ».
Memoree Joelle devient rédactrice en chef d'AfterEllen en décembre 2016. Joelle promet alors aux lecteurs qu'il y aura un retour à la normale du site Web, c'est-à-dire un maintien de la perspective féministe, lesbienne et bisexuelle, ainsi que plus de diversité raciale et de diversité d'âge. Peu de temps après, Joelle publie une déclaration dans laquelle elle questionne la raison de l'augmentation de la haine envers la communauté lesbienne de la part des membres de la communauté LGBT. Sous sa direction éditoriale, les articles et essais à caractère politique se multiplient.
En décembre 2016, Joelle ajoute sa signature et sa déclaration d'approbation à la pétition L is out of GBT (en français : les lesbiennes sont hors de la communauté LGBT) sur Change.org.
L'ancienne rédactrice en chef d'AfterEllen, Heather Hogan, critique Joelle sur Twitter, en l'accusant de promouvoir un mouvement lesbophobe sur AfterEllen qui, selon Hogan, est un déguisement pour une rhétorique « anti-trans, anti-bi ». Joelle nie les accusations de Hogan et décrit son raisonnement comme « une forme d'activisme ».
En 2018, après avoir interdit l'utilisation du terme controversé « TERF » sur son site Web et ses réseaux sociaux, AfterEllen est implicitement accusé de transphobie dans une déclaration signée par des représentants de neuf publications lesbiennes et queer,. La controverse a fait l'objet d'une couverture sur NBC Out, la section LGBTQ des médias grand public de NBC News. En réponse au reportage de NBC Out, les collègues de Joelle et AfterEllen décrivent la déclaration comme « la continuation d'un faux récit qui a été créé pour perpétuer la division et l'anxiété au sein de la communauté lesbienne », et dénoncent le contrecoup lancé contre AfterEllen.
En mars 2019, AfterEllen est racheté par Lesbian Nation, une société multimédia appartenant à Joelle Memoree et à son partenaire commercial Gaye Chapman,,,.
Dans un post de mars 2020, le site annonce que « AfterEllen n'utilise pas le mot queer pour décrire les lesbiennes ». En septembre 2020, le site déclare sa position sur les termes utilisés pour désigner les femmes : « Nous n'utiliserons jamais les mots womxn ou cis ou tout autre terme désobligeant, insultant, abusif envers les femmes. Les femmes sont des femmes ».
En juin 2020, Memoree Joelle annonce qu'elle quitte son poste de rédactrice en chef pour se consacrer à d'autres projets et laisser la place à la jeune génération. Elle indique que Jocelyn Macdonald, qui a travaillé à plusieurs postes au sein d'AfterEllen depuis 2017, la remplace comme nouvelle rédactrice en chef.
En décembre 2020, le site Web rencontre des difficultés techniques et est inaccessible pendant une semaine, ce qui incite le site Out à publier un article hostile spéculant sur la disparition d'AfterEllen. Gaye Chapman, cofondatrice et directrice générale de Lesbian Nation LLC, émet un reproche via son compte Twitter et annonce que le site « serait bientôt de retour ».
Le 18 février 2021, AfterEllen annonce que le partenariat commercial entre Gaye Chapman et Memoree Joelle a été dissous, Chapman conservant la propriété exclusive de Lesbian Nation LLC et de AfterEllen.

## Podcast
Le podcast officiel d'AfterEllen, Let's Process, est créé le 18 novembre 2014 et s'est poursuivi jusqu'au 13 janvier 2016,,. Le podcast a été relancé sous un nouveau nom, AfterEllen Podcast, le 29 avril 2020,,.

## Annexe
- (en) Karman Kregloe, « Celebrating AfterEllen.com's 10-Year Anniversary: Catching up with founder Sarah Warn » [archive du 15 juin 2015], AfterEllen, 3 avril 2012
- (en) Justine Kreher, « Lesbophobia in Queer Culture and Why Queer Websites Like Autostraddle and AfterEllen Enable it », The Homoarchy, 18 janvier 2017